# CatCat
CatCat es un dúo finlandés integrado por las hermanas Katja (n. 1972, Tornio) y Virpi Kätkä (n. 1969, Tornio). Son mayormente conocidas por haber representado a Finlandia en el Festival de la Canción de Eurovisión 1994 con la canción "Bye Bye Baby".
El nombre del dúo proviene de la combinación de las primeras sílabas de los apellidos de Katja y Virpi, "Kat".

## Eurovisión 1994
El dúo participó en la Final Nacional finlandesa, realizada el 5 de marzo de 1994, con el objetivo de representar a su país en el Festival de Eurovisión ese mismo año, a celebrarse en Dublín, Irlanda en abril. Su canción "Bye Bye Baby", se alzó con la victoria en la Final Nacional, dándoles el derecho a la dupla de viajar a concursar en el escenario de Eurovisión.
Finalmente, el dúo obtuvo sólo 11 puntos (10 puntos entregados por Grecia y 1 de Bosnia y Herzegovina) y se posicionaron en el 22° puesto.

## Discografía
Álbumes de estudio
- CatCat (Finnlevy, 1992)
- Bye Bye Baby (Snap, 1994)
- Kynttilöiden syttyessä (Snap, 1994) (relanzado en 2000)
- Enkeli (Snap, 1995)
- Yö ja päivä (Online Records, 2001)

Compilaciones
- Parhaat (Poptori, 2002)
- Hitit (Poptori, 2004)
- CatCat 20 vuotta – Juhlalevy (Poptori, 2012)